# Prasinocyma intermedia
Prasinocyma intermedia är en fjärilsart som beskrevs av W. Warren 1907. Prasinocyma intermedia ingår i släktet Prasinocyma och familjen mätare. Inga underarter finns listade i Catalogue of Life.